# Club del Panteón
El Club del Panteón (club du Panthéon en francés), oficialmente denominado Reunión de Amigos de la República (Réunion des Amis de la République), es una sociedad política revolucionaria francesa, creada el 25 brumario del año IV (6 de noviembre de 1795).
Formado por jacobinos incondicionales y antiguos dirigentes del Terror, todos de origen pequeño-burgués, el club se orienta hacia todos aquellos que, en la dinámica de represión de la insurrección realista del 13 vendimiario del año IV, desean un viraje a la izquierda de la política del Directorio. Entre sus fundadores se encuentra René Lebois, impresor y periodista de L'Orateur plébéien (El Orador de la Plebe), posiblemente un agente al servicio de Paul Barras, uno de los responsables de la caída de Robespierre y la transición hacia el Directorio.
El club tiene su sede en la colina de Sainte-Geneviève, en el antiguo convento de los genovevos, actualmente sede del liceo Henri-IV. Toma su sobrenombre del Panteón de París, igualmente cercano a la sede.
En un principio, el club del Panteón se muestra respetuoso con la legalidad vigente, casi incluso conformista. De hecho, rechaza recibir a los diputados de la antigua Convención Nacional declarados inelegibles en el nuevo régimen para demostrar su lealtad a las instituciones nuevas.
El club atrae rápidamente a mucha gente: de 934 miembros el 9 frimario (29 de noviembre) pasa a contar con 2400 miembros en ventoso del año IV. Entre sus militantes se encuentran Félix Lepeletier, Pierre-Antoine Antonelle y Sylvain Maréchal. Amigo de este último, Nicolás Edme Restif de La Bretonne asiste también a las reuniones del club. El pintor François Topino-Lebrun frecuenta el club también, como Jullien de Paris, próximo a Antonelle y redactor en L'Orateur plébeien.
Pero muchos de estos diputados declarados no reelegibles situados en el entorno del Panteón, como Jean-Pierre-André Amar, antiguo miembro del Comité de Seguridad General, o dirigentes del Terror como Darthé, exfiscal del Tribunal Revolucionario, o Germain, antiguo teniente de húsares, alimentan una ambición secreta, la de presionar al gobierno para que renuncie a la Constitución del año III para regresar a los textos constitucionales de 1793.
Sin ser miembro del club, Gracchus Babeuf es uno de sus principales oradores; en los actos en los que interviene en los que desarrolla su doctrina de la "igualdad", considerada la base del comunismo, y que posteriormente publica en su periódico Le Tribun du peuple (El Tribuno del Pueblo). Este periódico es muy aplaudido en el club, cuyas sesiones son frecuentemente presididas por Filippo Buonarroti, amigo de Babeuf.
El Club es prohibido y cerrado el 8 ventoso del año IV (27 de febrero de 1796) por Bonaparte, entonces jefe del Ejército del Interior. Este cierre es uno de los factores que provocan el movimiento de conspiración de Los Iguales.